# أكاديمية أوليمبيا

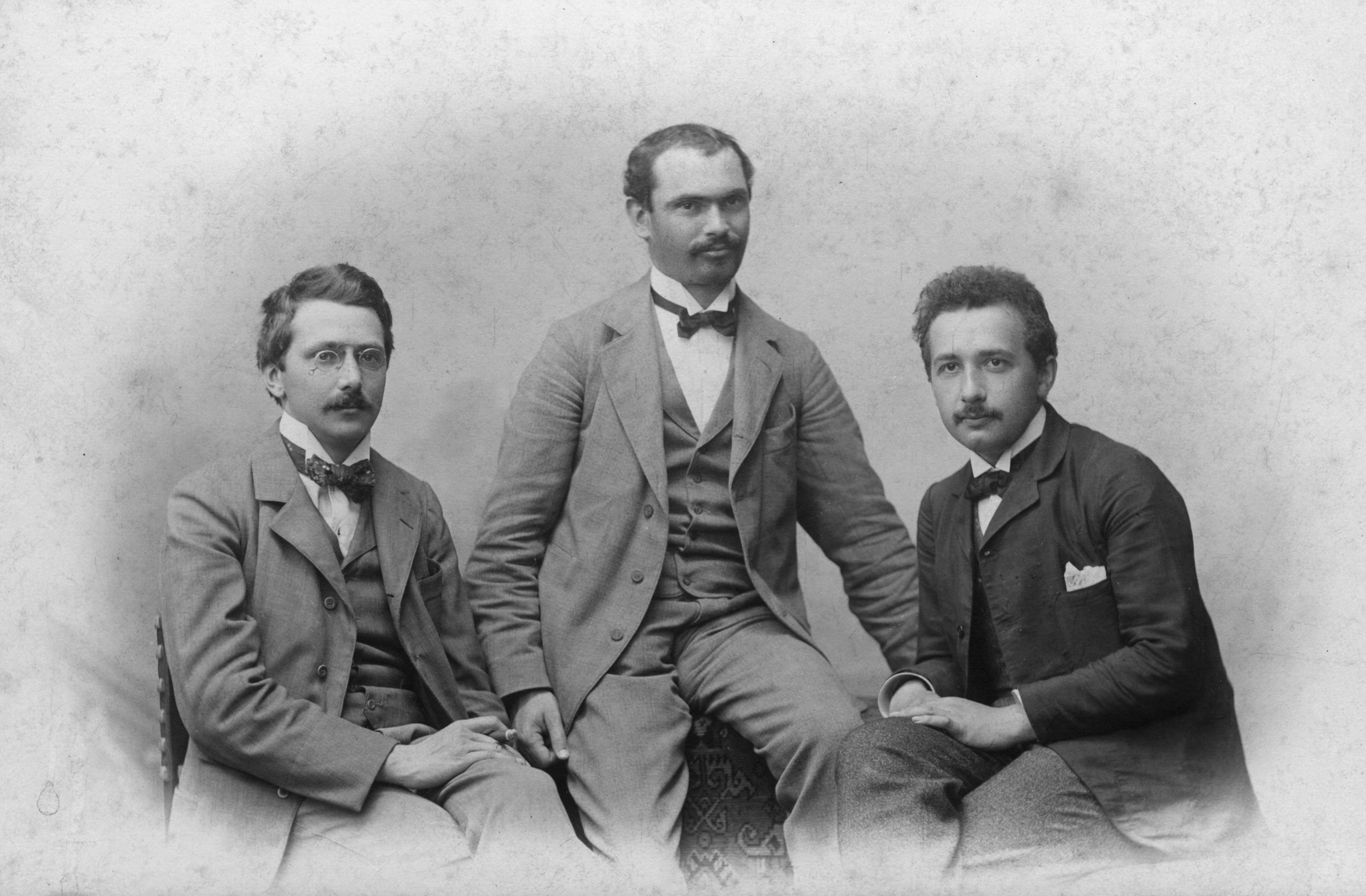
مؤسسو أكاديمية أولمبيا: كونراد هابشت وموريس سولوفين وألبرت أينشتاين

أكاديمية أوليمبيا (بالألمانية: Akademie Olympia ) هي عبارة عن مجموعة من الأصدقاء الذين كانوا يجتمعون في برن ، سويسرا ، وتحديداً في شقة ألبرت أينشتاين غالباً لمناقشة الفلسفة والفيزياء.

## نظرة عامة
تأسست المجموعة عام 1902 من قبل أينشتاين وكونراد هابيت وموريس سولوفين ، ولعبت دورًا مهمًا في التطور الفكري لأينشتاين. قبل «عام المعجزات» (1905) والذي نشر فيه أينشتاين أبحاثه الشهيرة.
في ذلك الوقت كان أينشتاين يعمل في مكتب براءات اختراع في برن، وكانت المجموعة حينها تتقابل دورياً لمناقشة الكتب في مجالات الفيزياء والفلسفة.
يرجع أصل المجموعة في حاجة أينشتاين إلى تقديم دروس خاصة في الرياضيات والفيزياء من أجل كسب لقمة العيش (في عام 1901 ، قبل أن يحصل على وظيفة في مكتب براءات الاختراع في برن).
قام سولوفين ، وهو طالب فلسفة روماني ، بالرد على إعلان أينشتاين في إحدى الصحف وطلب منه أن يعطيه دروساً خصوصية. لكن ؛ بدلاً من ذلك ، بدأ الاثنان في الاجتماع بانتظام لمناقشة اهتمامهما المشترك بالفيزياء والفلسفة. وسرعان ما انضم إليهما عالم الرياضيات كونراد هابيت ، الذي كان جارًا لأينشتاين في شافهاوزن . وفي عام 1902 أطلقوا على أنفسهم اسم أكاديمية أوليمبيا، وعلى الرغم من أنه كان ينضم إليهم أحد الأصدقاء من حين لآخر في أحد اجتماعاتهم ، إلا أن الأكاديمية ظلت في الأساس مجرد ثلاثي من أينشتاين وسولفين وهابيت حتى غادر الأخيران برن في 1904 و 1905 على التوالي.

## الأعضاء والزوار

### الأعضاء الأساسيون
- ألبرت أينشتاين (1879 – 1955)، عضو أساسي، المضيف والرئيس. تخرج من ETH زيورخ
- موريس سولوفين (1875 – 1958) ، عضو أساسي ، طالب فلسفة
- كونراد هابيت (1876-1958) عضو أساسي، الرياضيات